# Aux abois
Pour plus de détails, voir Fiche technique et Distribution.
Aux abois est un film français réalisé par Philippe Collin, sorti en 2005.

## Synopsis
L'assassin d'un usurier échappe au châtiment mais expiera à sa façon.

## Fiche technique
- Réalisation : Philippe Collin
- Scénario : Philippe Collin, adapté du roman de Tristan Bernard
- Photographie : Diane Baratier
- Musique : Jean-Claude Vannier
- Montage : Emmanuèle Labbé
- Production : BC Films
- Distribution : Océan Films DVD : TF1 video div.526 et Paradis Distribution EDV 1187
- Format : couleur
- Durée : 97 minutes (1 h 37)
- Date de sortie : 
  -  France : à Paris, 3 juillet 2005
  -  France : en national, 21 septembre 2005

## Distribution
- Élie Semoun : Paul Duméry
- Ludmila Mikaël : Simone
- Claude Aufaure : le pharmacien
- Jean-Quentin Châtelain : Savournin
- Philippe Uchan : Daubelle
- Henri Garcin : Sarrebry
- Laurent Stocker : Tholon
- Roger Van Hool : Maître Martin-Jephté
- Rosette : Mme Georget
- Fabienne Babe : Gisèle
- Marc Faure : le premier inspecteur
- Jean-François Pages : le gardien
- Daniel Isoppo : l'infirmier
- Olivier Chenevat : René
- Virginie Stevenoot : la patronne de l'Hôtel de la gare

## Extrait critique
« Un film implacable, tourné au cordeau. Elie Sémoun est époustouflant. » (Le Nouvel Observateur)[réf. nécessaire]

## Commentaires
Le réalisateur, Philippe Collin, est critique de cinéma dans le magazine Elle et à l'émission radiophonique Le Masque et la Plume. Il est aussi le réalisateur des Derniers Jours d'Emmanuel Kant, sorti en 1993. C'est par passion pour le roman de Tristan Bernard qu'il décide de faire le film et parvient à convaincre la productrice Béatrice Caufman de s'associer à cette entreprise.
L'action du film se situe dans les années 1950 et non dans les années 1930 comme c'est le cas du roman, car, selon l'auteur, les années 1930, à l'esthétique marquée, risquaient de faire tomber le film dans le « piège de la reconstitution »[réf. nécessaire].
Pour incarner Paul Duméry, le héros de Aux abois, Collin fait appel à Élie Semoun, dont c'est le premier véritable rôle « sérieux ».
Ce dernier est toutefois « récompensé » du Gérard de la Plus mauvaise tentative d'un comique dans un rôle dramatique « à la Coluche dans Tchao Pantin » en 2006.
Une grande partie de la critique s'est montrée extrêmement élogieuse vis-à-vis de Aux abois mais, sans doute en l'absence de promotion importante, sa première journée d'exploitation en salle n'est pas très encourageante.[réf. nécessaire]